# Hänsch-Arena
Le Hänsch-Arena est un stade de football allemand situé dans la ville de Meppen, en Basse-Saxe.
Le stade, doté de 13 696 places et inauguré en 1924, est l'enceinte à domicile du club de football du SV Meppen.

## Histoire
Le principal stade de la ville de Meppen est construit en 1924 dans le nord de la ville.
Trois ans plus tard, à l'occasion du 80e anniversaire de l'homme politique Paul von Hindenburg, le stade est renommé Hindenburgstadion en son honneur.
En 1962, est installée une tribune couverte, l'ancienne tribune ouest étant rénovée, couverte et équipée de vestiaires.
En 1969, sont installés les projecteurs, qui sont désinstallés dans les années 1970 en raison de leur détérioration.
En 1985, un nouveau bureau, de nouveaux vestiaires ainsi qu'un restaurant sont construits dans un complexe de bâtiments du côté sud du stade.
En 1992, le stade est rebaptisé Emslandstadion en raison de sa situation géographique (l'arrondissement du Pays de l'Ems, Emsland en allemand). Le terrain est agrandi l'année suivante pour répondre aux exigences de la DFB. La piste d'athlétisme est supprimée pour laisser place à un stade seulement destiné au football.
En 1996, est construit un nouveau système de projecteurs.
En novembre 2005, le stade devient pour des raisons de naming le Vivaris Arena Emsland pour une période de cinq ans, puis devient le MEP-Arena entre 2011 et 2013.
Depuis 2011, l'équipe féminine du SV Meppen dispute désormais ses matchs à domicile au stade.